# Distrito de Bolsover
Bolsover es un distrito no metropolitano del condado de Derbyshire (Inglaterra). Tiene una superficie de 160,33 km². Según el censo de 2001, Bolsover estaba habitado por 71 766 personas y su densidad de población era de 447,61 hab/km².